# Sounthone Pathammavong
Chung Sounthone Pathammavong (1911-1985) là Thủ tướng của Vương quốc Lào từ ngày 31 tháng 12 năm 1959 để  ngày 7 tháng 1 năm 1960 và Tham mưu trưởng của Lực lượng Vũ trang Hoàng gia Lào.